# Antoine Marie Paccard
Antoine Marie Paccard, né le 10 avril 1748 à Chalon-sur-Saône (Saône-et-Loire) où il est mort le 9 mai 1826, est un homme politique français.

## Biographie
Antoine Marie Paccard est le fils de François Louis, avocat, et de Jeanne Vincent. En 1770 il est reçu avocat au parlement de Bourgogne. Il s'affilie à la loge franc-maçonnique l'Union parfaite de Chalon. De 1786 à 1788 il remplit les fonctions d'échevin..
Il est député du tiers état en 1789 pour le bailliage de Chalon-sur-Saône, siégeant avec les modérés. Il est signataire du serment du Jeu de Paume. Conseiller général de 1804 à 1826, il est anobli par Louis XVIII et nommé vice-président du tribunal de Chalon-sur-Saône en 1816. Il est député de Saône-et-Loire de 1816 à 1820, siégeant dans la contre-opposition.
Un de ses petits-fils, Claude Alfred Paccard (1819-1871), fut maire de Chalon-sur-Saône de 1852 à 1861 et de 1863 à 1870